# Jarosław Kitala
Jarosław Kitala (ur. 1984 w Chorzowie) – polski śpiewak (baryton).
Absolwent Akademii Muzycznej w Katowicach (klasy śpiewu Kałudi Kałudowa i Jana Ballarina). Laureat międzynarodowych konkursów wokalnych. W repertuarze ma głównie pozycje muzyki oratoryjnej i kantatowej. Współpracował m.in. z Narodową Orkiestrą Symfoniczną Polskiego Radia, Orkiestrą Kameralną Aukso, Orkiestrą Filharmonii w Stasbourgu, Orkiestrą Barokową w Sewilli, Orkiestrą Mozartowską w Tuluzie, Irlandzką Orkiestrą Barokową.

## Nagrody
- 2007: XII Międzynarodowy Konkurs Sztuki Wokalnej im. Ady Sari w Nowym Sączu - II nagroda
- 2008: II Międzynarodowy Konkurs Wokalistyki Operowej im. Adama Didura w Bytomiu - II nagroda
- 2016: Międzynarodowy Konkurs Muzyki Dawnej im. Cestiego w Innsbrucku - finalista[1]